# Blåfåglar
Blåfåglar (Irenidae) är en liten familj av ordningen tättingar. Familjen består endast av två arter i släktet Irena med utbredning i Sydasien och Sydostasien, från Indien till Filippinerna och Java:
- Indisk blåfågel (I. puella)
- Filippinblåfågel (I. cyanogastra)